# Sea of Dreams 〜Tokyo DisneySea 5th Anniversary Theme Song〜
「Sea of Dreams 〜Tokyo DisneySea 5th Anniversary Theme Song〜」（シー オブ ドリームス トーキョー ディズニーシー フィフス アニバーサリー テーマ ソング）は、MISIAの16枚目のシングルである。ここでは合わせて、同曲をモチーフにつくられたドラマについても解説する。

## CD

### 解説（MISIAのSingle）
- その名の通り、東京ディズニーシーとのコラボレーション作品である。2006年7月14日から2007年5月31日まで開催された『東京ディズニーシー5thアニバーサリー』のテーマソングになっている。アレンジされているものやインストゥルメンタルがほとんどであるが、開催中期間は東京ディズニーシーのいたるところでBGMとして流れていた。
- MISIAは東京ディズニーリゾートが大好きで、よく東京ディズニーシーにも足を運んでいた。そのことを聞いた東京ディズニーリゾート側がオファー、「夢と感動を与えたい」という両者の思いが一致し製作に着手した。
- 2週間連続シングル第2弾。
- 作曲は、アメリカ合衆国のディズニーランドやユニバーサルスタジオの音楽を手がけたテーマパーク音楽の第一人者、ジョン・カヴァーノ。カヴァーノの楽曲にMISIAが実際に東京ディズニーシーに足を運び、わかりやすい言葉で、イメージを膨らませて詞を書いた。
- ジャケットには、MISIAとミッキーマウスが一緒に写っており、裏面にはメディテレーニアンハーバーにあるガリオン船に乗っているドナルドダックとデイジーダックが写っている。ミッキーマウス、ドナルドダック、デイジーダックはいずれも東京ディズニーシー5周年の衣装を着ている。
- また、CDと一緒にポストカードも封入されており、全9種の中からアトランダムに3枚封入される。ポストカードはいずれも東京ディズニーシー内で撮影されたものでMISIAが写っている。
- 2006年から2014年にかけ公演された東京ディズニーシーの2代目レギュラーデイタイム・ハーバーショー『レジェンド・オブ・ミシカ』のエンディング・テーマでもあり、MISIAの歌うオリジナル版でフルコーラス流れていた。『東京ディズニーリゾート25thアニバーサリー』、『東京ディズニーシー10thアニバーサリー』、『東京ディズニーリゾート30thアニバーサリー』のアニバーサリー期間はアニバーサリーテーマソングが流れていた。

### 収録曲
1. Sea of Dreams 〜Tokyo DisneySea 5th Anniversary Theme Song〜

### 商品情報
- 品番: RXCX-21077
- 発売日: 2006年7月12日
- 定価(当時): 税抜き本体\1000
- CCCD (コピーコントロールCD)
- 1トラックのみ（カラオケは無い）
- デジパック（紙パッケージ）
- ポストカード3枚同梱（全9種、ランダム封入）

## ドラマ Sea of Dreams

### 解説(ドラマ)
本曲をテーマ曲にして、東京ディズニーシー5周年を記念したオムニバスドラマが製作された。5つのショートストーリーからなり、それぞれのストーリーが登場人物を通してリンクしている。CS放送の旅チャンネルで放送もされた。東京ディズニーシーのショップ「エンポーリオ」と、東京ディズニーリゾート内のディズニーショップ「ボン・ボヤージュ」限定でDVDが販売された。

### Dream1 手に当たる風の強さ
- 国井正平（佐藤勇輝）
  - 両親が久実の世話ばかりすることに日頃から疎外感を覚えている。「久実の生まれる前に両親と一緒に戻りたい」という願いを叶えるため、隙を見て一人でパークの奥地へ向かう。
- 国井久実（阿部永実）
  - 正平の妹で、生まれつき体が弱い。しかし兄の正平には懐いており、迷子になった正平を探そうとする。
- 父（正城慎太郎）
  - 正平と久実の父。迷子になった正平を無事に発見する。
- 母（北原佐和子）
  - 正平と久実の母。久実の体調を心配する度にカーディガンをかけてあげる。正平曰く、『アラジン』に登場するジャスミンに似ている。

### Dream2 素晴らしき鼻血日和
- 鈴木幸子（国分佐智子）
  - 面倒事が苦手で、人付き合いを避けるうちに恋人も友達もいなくなったOL。崎田からプレゼントされたパスポートを手に、ディズニーファンの麻耶を誘ってパークへ。
- 渡辺麻耶（大谷允保）
  - 幸子の後輩。幸子は特に仲良くしているつもりではなかったが、ディズニーファンである事からパークへ誘う。パーク内で偶然、上司である恒彦に遭遇したのをきっかけに、幸子に崎田の事について打ち明けていく。
- 崎田（青山草太）
  - 幸子の後輩である男性社員。階段で転落して鼻血を出してしまうが、その場に居合わせた幸子がハンカチを貸してくれる。後日その「お礼」と称して、ある人物から2枚もらったというパスポートのうち1枚を贈る。

### Dream3 将来の脇役
- 友田健一（森岡龍）
  - 同級生とともにパークへ来た高校三年生。宮野真弓に好意を抱いている。
- 大原（中山卓也）
  - バスケットボールの推薦入学を予定している。倉島美紀に好意があるようでアタックしている。二枚目なので健一から少々嫉妬されている。
- 玉井（本間健大）
  - お調子者の5人のムードメーカー。健一同様、宮野真弓に好意を抱いているが、健一の想いには気が付いている模様。
- 宮野真弓（石田未来）
  - 魔性の女である姉がいるらしいが、意外にも交際相手はいない。
- 倉島美紀（佐津川愛美）
  - 大原と行動を共にしているが、本当に想いを寄せている相手は別にいる。

### Dream4 チップ＆デールみたいに
- 久留米美佳子（ともさかりえ）
  - 恒彦と結婚して5年たち、やや倦怠気味。恒彦が綿密な計画を立てたがるのに対し、美佳子は純粋にパークを楽しみたい様子。
- 久留米恒彦（佐藤二朗）
  - 非常に生真面目な性格。Dream2に登場した3人の上司にあたる。皆勤賞を受賞し、副賞として東京ディズニーシー・ホテルミラコスタの宿泊券を贈られる。

### Dream5 情操教育の必要な年頃
- 美咲（根岸季衣）
  - 結婚30年目に夫が勝手に退職し南米へ旅立った事に激怒する。買い物で散財した末、夫と同じくらい非日常を生きたいとパークへ。道中靴ずれで足を痛めたところを恒彦に助けられる。その際たまたま恒彦の悩みを言い当てたため、占い師だと疑われる。
- 夫（でんでん）
  - 一年間美咲に内緒で青年海外協力隊の研修に通った後、退職してパラグアイの植林活動へ参加する。
- ヴァニラ（Gow）
  - 妊娠中の外国人女性。夫は先に祖国へ帰国しているが、ショーを鑑賞したり胎児の情操教育をするため日本に残ってパークへ。美佳子に「夢」について説いたり、美咲とお互いの生活について語り合う。美佳子に妖精のようだと喩えられる。